# 冬のくちびる
『冬のくちびる』（ふゆのくちびる）は、美空ひばりのシングル。1984年9月1日に日本コロムビアから発売された。

## 解説
- 本楽曲のプロデュース兼ディレクターは、当時ひばりの総合プロデューサーを務めていた境弘邦（現・ミュージックグリッド代表取締役社長）が務めた。前作のシングルまでのディレクターは中村一好が務めていたが、都はるみとの熱愛発覚後、都の引退発表と同時に中村がディレクター職を降りた為、その繋ぎとして境がリリーフディレクターとして就任した[1]。

- 1980年「おまえに惚れた」、1982年「裏町酒場」などひばりとしては異色のイメージを前面に売り出した時と違い、本作は正統派演歌路線に回帰した作品となっている。

- 本曲は詞先[2]のスタイルで作成された。それを基に境がひばりの地方公演興行出発までに間に合うように曲が完成するようスケジュールを組んだが、期日を過ぎても船村から連絡がない為、レコーディングが大幅に遅れた。その後、ようやく曲が出来上がったが、その時船村は泥酔状態で到底吹き込めるような状態ではなかった為、デモテープの取得までには至らなかった。ひばりは常々レコーディングに臨む上で作曲家が自分にどのような表現を求めているのかを知りたがったので、デモテープの入手は必須であった。仕方なく、プロデューサーである境自身がひばりに船村の弟子が吹き込んだと偽ってデモテープを吹き込み、巡業中のひばりに手渡したが、ひばりは船村本人のデモテープが欲しいと譲らなかった。そこで再度境は船村のもとを訪れ、船村本人の弾き語りによるデモテープの取得には成功したが、その時も船村は泥酔状態であり、呂律が回っていない状態であった。境はひばりに叱責されることを恐れながらもデモテープを渡したが、帰ってきたひばりの返答は「よくわかった。先生のおっしゃるイメージが伝わったわ。境さんも大変だったわね。どうもありがとう」（原文ママ）と予想していたものと正反対のものであった。境は驚くと同時に、プロ同士、凡人には理解し難い、何か通じ合うものがあると悟り、不慣れなディレクターの仕事に専任したいと考えるようになった[3]。
- 本曲の制作に至って、ひばり・石本・船村・境の四人による会食がセッティングされた。そしてその会食中、船村がタバコを吸い始めた。船村はヘビースモーカーとしても有名であったが、ひばりは「（歌手の命である）喉に悪い」との理由で面前でタバコを吸われることを嫌った。その後、同じくヘビースモーカーであった境が廊下で一服していると、席を中座したひばりが仲居と喋っていた。そして、席へ戻ると先ほどの仲居が戻ってきて、ひばりに禁煙パイポを手渡した。それをひばりは船村に「お体に良くないですよ」とにこやかに手渡した。船村は照れながら「最高のプレゼントですね」と言い、その後一本のタバコも口にしなかったという。

## 収録曲
両曲共／作詞：石本美由起、作曲：船村徹
1. 冬のくちびる
  - 編曲：南郷達也
2. 女ながれ唄
  - 編曲：丸山雅仁

## アルバム「夢ひとり」収録曲（1985年8月21日発売）
1. 夢ひとり
2. ビロードの夜
3. 冬のくちびる
4. 残侠子守唄
5. 裏町酒場
6. 人恋酒
7. おまえに惚れた
8. 真赤な太陽
9. 悲しい酒
10. 柔
11. ひばりの佐渡情話
12. 港町十三番地
13. リンゴ追分
14. 悲しき口笛